# Consorcio para la Colaboración de la Educación Superior en América del Norte
El Consorcio para la Colaboración de la Educación Superior en América del Norte, CONAHEC por sus siglas en inglés (Consortium for North American Higher Education Collaboration), es una red universitaria para la colaboración y el intercambio académico entre instituciones de educación superior de Canadá, Estados Unidos y México, cuya sede es la Universidad de Arizona en la ciudad de Tucson, AZ. CONAHEC se fundó en 1994 en coordinación con las organizaciones nacionales de la educación superior de la región, entre las que destacan la Asociación Nacional de Universidades e Instituciones de Educación Superior (ANUIES) de México, el American Council on Education (ACE), la American Association of Community Colleges (AACC), la Association of Universities and Colleges of Canada (AUCC) y la Association of Canadian Community Colleges (ACCC).
Actualmente está integrada por 160 instituciones de educación superior y organizaciones de la educación superior de la región del TLCAN y desde el 2008 además cuenta con la participación de un pequeño número de instituciones educativas de otros países.
Los antecedentes del CONAHEC se remontan al año 1994 con la firma del Tratado de Libre Comercio de América del Norte TLCAN en el marco del cual, los gobiernos de Canadá, Estados Unidos y México se comprometieron a favorecer el comercio

## Actividades de CONAHEC
- Programa de Intercambio Estudiantil de América del Norte
- Información en línea y oportunidades de enlace.
- Ayuda para establecer acuerdos de colaboración interinstitucional.
- Conferencias Anuales de la Educación Superior de América del Norte.
- Talleres ejecutivos sobre educación internacional.
- Programas intensivos de idiomas, cultura y educación superior.
- Programa EDUCAMEXUS

## Educación Superior e Integración Regional en América del Norte: El papel de CONAHEC
Aunque el TLCAN no contiene provisiones específicas relacionadas con el sector educativo, sí incluye componentes en el rubro de oferta de servicios, flujo regulado de profesionales y provisiones laborales, que tienen un impacto directo en la educación superior
La negociación y firma de TLCAN generó interés inicial entre los gobiernos de Canadá, Estados Unidos y México por desarrollar un marco de colaboración para la educación superior que se tradujo en tres reuniones trilaterales llevadas a cabo en Wingspread (1992), Vancouver (1993) y Guadalajara (1996). Sin embargo, los propósitos para la colaboración impulsada desde los gobiernos federales no se tradujeron en grandes acciones, como se anticipó en un comienzo
En este contexto, un grupo de instituciones de educación superior de la región acordaron trabajar por su cuenta para aprovechar el marco planteado por el TLCAN. En una primera instancia, crearon primero el Proyecto de Intercambio Educativo México-Estados Unidos, co-convocado por la Western Interstate Commission for Higher Education (WICHE) de los Estados Unidos y la Asociación Mexicana para la Educación Internacional AMPEI. Esta iniciativa a partir de 1997 adoptó un enfoque trilateral y su actual nombre como CONAHEC. 
En tanto que algunos consideran la labor de CONAHEC como uno de los pocos logros de la cooperación académica en la región del TLCAN, existen también críticos que consideran que organizaciones como CONAHEC son parte de un esfuerzo velado para una mayor integración económica y política de América del Norte que se traduciría en una pérdida de soberanía nacional.
También al CONAHEC se le ha asociado con el movimiento tendiente a la creación de una Unión de América del Norte.

## Liderazgo
El CONAHEC cuenta con un Consejo Directivo integrado por representantes de instituciones de educación superior. El actual presidente del Consejo Directivo (2013-2015) es David Longanecker,  Presidente de WICHE Western Interestate Commission for Higher Education de Estados Unidos y los vicepresidentes regionales son David Atkinson, rector de la Grant McEwan University de Canadá y Tomas Jiménez, director de la oficina del Presidente de la Universidad Interamericana de Puerto Rico.  
Desde su fundación hasta 2012 CONAHEC fue dirigido por Francisco Marmolejo. El actual Director Ejecutivo es Sean Manley-Casimir. 